# George Mitchell (actor)
George Mitchell (Larchmont, 21 de febrero de 1905-Washington D. C., 18 de enero de 1972) fue un actor estadounidense que actuó desde 1935 hasta 1971 en cine, televisión y en Broadway.

## Biografía

### Primeros años
Mitchell nació el 21 de febrero de 1905 en Larchmont en el condado de Westchester en Nueva York. Se casó con su primera esposa, Mary Alice Shroyer (c. 1927-div. 1937). Tuvo cuatro hijos con Mary A. Shroyer: Mary (Mitchell) Oliver (fallecida), Judith (Mitchell) Glasel (1930-presente), George Mitchell III (fallecido) y Eve (Mitchell) Joice (1936-presente). Decidió convertirse en actor tras casarse con la actriz Katherine Squire.

### Carrera

#### Cine
Mitchell se volvió generalmente encasillado en Hollywood, generalmente interpretando personajes repugnantes que operaban al margen de la ley.
Mitchell actuó en varias películas y episodios de televisión con su esposa, Katherine Squire, y los dos a menudo interpretaban a una pareja de marido y mujer intrínseca a la historia. Un ejemplo fueron ellos dos como pareja de ancianos en la película de Jack Nicholson Ride in the Whirlwind: primero aparecen como refugio para los dos hombres que huyen, pero luego se convierten en un instrumento para la destrucción de los fugitivos. Otros ejemplos se dieron en sus papeles en episodios de The Alfred Hitchcock Hour.
Los principales créditos actorales de George Mitchell incluyen la película La amenaza de Andrómeda (1971), dirigida por Robert Wise, coprotagonizada por Arthur Hill, y basada en la novela del mismo nombre de Michael Crichton. Interpretó el papel de alivio cómico como un borracho malhumorado del viejo pueblo que, junto con un bebé, se encontraban entre los únicos supervivientes de la exposición a la mortal cepa de Andrómeda.

#### Televisión
En televisión, los créditos de Mitchell incluyen actuar en dos episodios de Alfred Hitchcock presenta llamado «Wally the Beard» (fecha de emisión original el 1 de marzo de 1965) teniendo como coprotagonistas a Larry Blyden y Kathie Brown, en los que interpretó a un vendedor de barcos conocedor y malhumorado, y «Forty Detectives Later» (transmitido el 24 de abril de 1960), en la que interpretó al cliente de un detective privado (James Franciscus) a quien contrata para rastrear al supuesto asesino (Jack Weston) de su esposa.
Mitchell tuvo papeles en televisión en programas que van desde los dramas de la década de 1950 de la era dorada de la televisión (como Goodyear Television Playhouse, Westinghouse Studio One y The United States Steel Hour ) hasta los wésterns de la década de 1960 (incluidos Tales of Wells Fargo, Zane Grey Theatre, Death Valley Days,  Laramie, Gunsmoke, Bonanza, El virginiano y Have Gun - Will Travel).
Estuvo en la aventura/musical de la NBC de 1956 Las aventuras de Marco Polo, y en varios episodios de The Twilight Zone y One Step Beyond. Otra especialidad fueron los programas policiales y criminales: Perry Mason, The Detectives Starring Robert Taylor, Los Intocables, Peter Gunn, Stoney Burke, Sam Benedict y Naked City.
Incluso probó comedia (Hazel, El fantasma y la señora Muir, Bewitched), drama médico ( Ben Casey ) y programas de ciencia ficción y aventuras ( El túnel del tiempo, Tierra de gigantes y Viaje al fondo del mar). También participó en Daktari, Lassie, Run for Your Life y la serie de NBC de 1961, The Americans, una dramatización de las divisiones familiares en la Guerra de Secesión.
En la telenovela gótica de los años 60 Dark Shadows, originó el papel de Matthew Morgan (luego asumido por Thayer David).

### Vida personal
En 1940 se casó con Katherine Squire, con quien trabajó a menudo en el teatro, el cine y la televisión. Murió el 18 de enero de 1972, a la edad de 66 años, por causas no reveladas, en Washington D. C.. Squire murió en 1995.

## Filmografía
- Once in a Blue Moon (1935) ... Kolla
- Virginia (1941) ... Invitado (sin acreditar)
- Captain Eddie (1945) ... Teniente Johnny De Angelis
- The Phenix City Story (1955) ... Hugh Britton
- 3:10 to Yuma (1957) ... Barman
- The Wild and the Innocent (1959) ... Tío Lije Hawks
- Third of a Man (1962)
- Birdman of Alcatraz (1962) ... Padre Matthieu (sin acreditar)
- Kid Galahad (1962) ... Harry Sperling
- Twilight of Honor (1963) ... Fiscal de distrito Paul Farish
- The Unsinkable Molly Brown (1964) ... Monseñor Ryan
- Nevada Smith (1966) ... Pagador
- Ride in the Whirlwind (1966) ... Evan
- The Flim-Flam Man (1967) ... Tetter
- The Learning Tree (1969) ... Jake Kiner
- La amenaza de Andrómeda (1971) ... Jackson
- Two-Lane Blacktop (1971) ... Conductor de camión en accidente